# Союз Каламари
«Союз Каламари» (англ. Calamari Union) — второй полнометражный фильм финского режиссёра Аки Каурисмяки, снятый в 1985 году и посвящённый призракам Мишо и Превера.

## Сюжет
Группа решительных парней, членов некоего Союза Каламари, уроженцев бедного хельсинкского квартала Каллио, отправляется в полную опасностей дорогу. Им предстоит трудный путь в южный богатый квартал Эйра, где дошедшего ждут желанный простор и чистый воздух.
Гордость не позволяет им прозябать в переполненных домах, терпеть равнодушие и голод. Они без сожаления расстаются с ходящими не по расписанию автобусами, с бегающими повсюду детьми и собаками. Каждый из соискателей новой жизни делает всё от него зависящее для достижения желанной цели, но только сильнейший сможет преодолеть все препятствия.

## В ролях
- Тимо Эранко — Франк
- Кари Хейсканен — Франк
- Асмо Хурула — Франк
- Сакке Ярвенпя — Франк
- Сакари Куосманен — Франк
- Микко Маттила — Франк
- Пате Мустярви — Франк
- Пиркка-Пекка Петелиус — Франк
- Матти Пеллонпяя — Франк
- Марти Сюрья — Франк
- Микко Сюрья — Франк
- Пертти Свехольм — Франк
- Кари Вяянянен — Франк
- Маркку Тоикка — Пекка
- Мари Рантасила – прислуга отеля
- Дейв Линдхольм — бездомный
- Туомари Нурмио — водитель такси
- Аки Каурисмяки — водитель катафалка